# Michael Scrinius
Michael Scrinius (* Danzig; † 13. Oktober 1585 in Königsberg (Preußen)) war ein deutscher Logiker und Chronist des 16. Jahrhunderts.

## Leben
Über Scirinus Werdegang ist wenig bekannt. Durch einen Brief erfährt man, dass er sich 1556 in Rom aufgehalten hatte und danach nach Löwen ging. 1562 hatte er sich nach Frauenburg in das Haus des Domdechanten Eckehard von Kempen begeben. Von hier wandte er sich nach Königsberg, wo er sich am 10. Februar 1565 als ornatissimus ac doctissimas vir D. Michael Scrinius Dantiscanus für einen Taler in die Matrikel der Hochschule eintrug.  Eigentlich war er kein Doktor in dem Sinne, sondern er benutze vielmehr die damals übliche Verwendung des akademischen Grades eines Magisters der Philosophie, die häufig auch als Doktoren der Philosophie bezeichnet wurden. Noch im selben Jahr hatte am 6. März 1565 Dorothea, die Tochter des verstorbenen Andreas Aurifaber geheiratet, womit er ein Familienmitglied des Dunstkreises um Andreas Osiander wurde.
Vermutlich durch die Vermittlung von Paul Skalich, gelangte er 1566 an die Stelle als Schlossbibliothekar in Königsberg, in welcher Funktion er einen Bibliothekskatalog anlegte. Zudem hatte er auch das Vertrauen von Albrecht von Preußen erworben, dessen theologischer Berater er wurde. So war er in den letzten Lebensjahren des Herzogs nativ aktiv im Osiandrischen Streit und bei den Skalichschen Händeln. Da ihm die innere Bereitschaft fehlte selbst Theologische Ambitionen zu entwickeln, wurde er 1579 als Professor der Logik und Metaphysik (Dialektik) an die Universität Königsberg berufen, welches Amt er mit der Disputation pro Loco am 5. September antrat.
1583 verfasste er seine Antiquitates nonullae ut sunt epitaphia, elogia epigrammata aliaque quae etiamnum in Italia (Königsberg 1583), die einen Einblick in die römischen Gedenkstätten jener Zeit geben und vermutlich während seines Aufenthalts in Rom entstanden ist. Er hatte sich auch an den organisatorischen Aufgaben der Königsberger Hochschule beteiligt und wurde im Sommersemester 1584 Rektor der Alma Mater. Nach seinem Tod errichtete man ihm im Königsberger Dom ein Epitaph. Es war ein Gemälde das die figurenreiche Auferweckung des Jünglings von Naim darstellte, welches jedoch 1944 bei den Bombenangriffen und der weitgehenden Zerstörung des Doms verbrannt ist.